# 번티 아우어 바브리
번티 아우어 바브리(Bunty Aur Babli)는 인도에서 제작된 쉐아드 알리 감독의 2005년 모험 영화이다. 아미타브 밧찬 등이 주연으로 출연하였고 아딧야 초프라 등이 제작에 참여하였다.

## 출연

### 주연
- 아미타브 밧찬
- 아비쉑 밧찬

### 조연
- 라니 무케르지
- 라즈 바바르
- 아이쉬와라 라이
- 레카
- 타니아 재타